# Ignalina (stad)
Ignalina (Pools: Ignalino) is een stad in het oosten van Litouwen en tevens de naam van de grootste kerncentrale van het land.

## De plaats
Ignalina ligt ongeveer 70 kilometer ten noordoosten van Vilnius. De plaats was klein en onbeduidend tot halverwege de 19e eeuw. Rond die tijd begon de stad te groeien na de bouw van de spoorlijn Warschau - Sint-Petersburg, die door Ignalina loopt. De plaats heeft zwaar geleden onder Tweede Wereldoorlog en het bewind van Stalin. Ignalina kreeg in 1950 stadsrechten. Hoewel de plaats vandaag de dag maar ongeveer 7500 inwoners heeft, vervult ze een centrumfunctie voor de regio en is ze een uitvalsbasis voor een bezoek aan het Nationaal park Aukštaitija.